# Anthophora xizangensis
Anthophora xizangensis là một loài Hymenoptera trong họ Apidae. Loài này được Wu mô tả khoa học năm 1988.